# Cirurgia de Fobi e Capella
Cirurgia de "Fobi e Capella" é um tipo de cirurgia bariatrica ou intervenção cirúrgica realizada para tratamento de alguns casos de obesidade. No entanto entre é necessario que o paciente se enquadre dentro de alguns fatores para ser indicada a cirurgia. Como por exemplo pacientes com IMC (INDICE DE MASSA CORPOREA) maior que 40 Kg/m2 ou com IMC maior que 35 Kg/m2 associado a comorbidades (hipertensão arterial, dislipidemia, diabetes tipo 2, apnéia do sono, entre outras). 
A seleção de pacientes requer um tempo mínimo de 5 anos de evolução da obesidade e história de falência do tratamento convencional realizado por profissionais qualificados. A cirurgia estaria contra-indicada em pacientes com pneumopatias graves, insuficiência renal, lesão acentuada do miocárdio e cirrose hepática. Alguns autores citam contra-indicações psiquiátricas que ainda são fonte de controvérsias e motivo de discussão posterior.
Os resultados esperados com a cirurgia bariátrica incluem: perda de peso, melhora das co-morbidades relacionadas e da qualidade de vida. 
No entanto, não se pode esquecer que esse tipo de cirurgia, embora traga fatores de melhora, também podem favorecer algumas complicações pos-operatorias precoces ou tardias.
Precoces: ulcerações, nauseas, vomitos, estenose, embolia pulmonar entre outros.
Tardias: esteatorreia (alto volume de gordura e sais minerais provocando diarreia por má absorção),deficiencia vitaminica, anemias e neuropatia periferica.